# Utrera
Utrera é um município da Espanha na província de Sevilha, comunidade autónoma da Andaluzia, de área 685,00 km² com população de 46774 habitantes (2004) e densidade populacional de 68,28 hab/km².

## Demografia
| Variação demográfica do município entre 1991 e 2004 | Variação demográfica do município entre 1991 e 2004 | Variação demográfica do município entre 1991 e 2004 | Variação demográfica do município entre 1991 e 2004 |
| --------------------------------------------------- | --------------------------------------------------- | --------------------------------------------------- | --------------------------------------------------- |
| 1991                                                | 1996                                                | 2001                                                | 2004                                                |
| 43220                                               | 46173                                               | 45175                                               | 46774                                               |